# Maria Luisa Santella

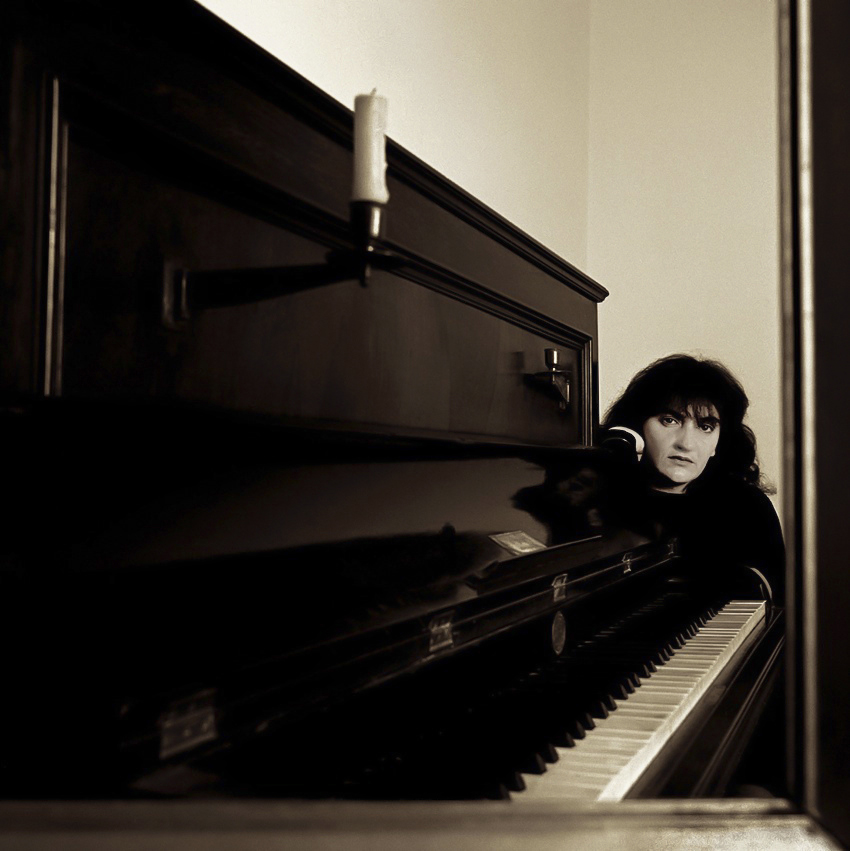
Maria Luisa Santella

Maria Luisa Santella (* 21. Juli 1945 in Neapel) ist eine italienische Schauspielerin.

## Wirken
Santella hatte ihr Filmdebüt im Jahr 1976 in Ettore Scolas Filmdrama Die Schmutzigen, die Häßlichen und die Gemeinen in der Rolle der Iside. Es folgte ein Fernsehfilm und zwei Fernsehserien sowie drei weitere Spielfilme, bevor sie im Jahr 1987 mit Kamikazen ultima notte a Milano ihren bisher letzten Film drehte.

## Filmografie
- 1976: Die Schmutzigen, die Häßlichen und die Gemeinen (Brutti, sporchi e cattivi)
- 1979: In tre dentro un fondo di caffè (Fernsehfilm)
- 1979: Ma che cos'è questo amore (Fernsehserie)
- 1980: Oggetti smarriti
- 1983: Quer pasticciaccio brutto de via Merulana (Fernsehserie, 2 Folgen)
- 1985: Macaroni
- 1985: La ballata di Eva
- 1987: Kamikazen ultima notte a Milano